# Orlando Kellum
Orlando Kellum était un inventeur du XXe siècle, surtout connu pour son invention servant au cinéma sonore : le Photokinema, en 1921. Son but était de créer une synchronisation du son avec l'image, en enregistrant le son sur un disque. Son procédé fut cependant peu utilisé, seul le réalisateur D. W. Griffith en fera une utilisation relativement notable.